# Arvé Adolf Károly
Arvé Adolf Károly, gyakran csak Arvé Károly (Budapest, 1883. január 8. –‎ Budapest, 1962. szeptember 22.) magyar építész, egyetemi tanár.

## Élete
Arvé Henrik Frigyes építész és Naber Anna Katalin fiaként született. Középiskolai tanulmányait 1892 és 1900 között a Budapesti II. kerületi Állami Főreáliskolában végezte. 1908-ban szerzett építészmérnöki diplomát a József Nádor Műszaki Egyetemen. Ezt követően ott maradt az egyetemen, és 41 éven át tanított a Középítéstani Tanszéken 1908-tól tanársegédi, 1921-től adjunktusi, 1939-től rendkívüli tanári, 1940-től rendes tanári beosztásban. 1938-tól (Sándy Gyula nyugalomba vonulása után) ő vette át a tanszék vezetését is és 1949-ig látta el ezt a feladatot. Akkor ment nyugdíjba.
Oktatói munkája mellett gyakorló építészként is működött párhuzamosan, több épülete áll Budapest területén, illetve számos tervpályázaton is részt vett. Legtöbb munkáját Gerstenberger Ágost Emillel közösen tervezte. Nagy Károllyal és Rerrich Bélával közösen összegyűjtötte Pecz Samu hagyatékát, majd a Műcsarnok 1925. évi tavaszi tárlatán ki is lett állítva az.
1962-ben hunyt 80 éves korában. Testét a Farkasréti temetőben helyezték nyugalomra (49/4. parcella).

## Ismert épületei

### Gerstenberger Ágosttal közös munkák
- 1909: elektromos transzformátorház (ma: Trafó – Kortárs Művészetek Háza), Budapest, Liliom utca 41.[8][9]
- 1927: a Magyar Villamossági Rt. épületének bővítése (ma: A Budapesti Elektromos Művek székháza), Budapest, Váci út 72-74. (a 72. szám két emelettel)[10][11]
- 1927: Városháza és Pénzügyigazgatóság, Komárom[12]
- 1931–1932: a Budapesti Elektromos Sportegyesület csónakháza és tribünje, Budapest, Népfürdő utca 18-20.[13][14]
- 1934: elektromos transzformátorház (ma: Magyar Elektrotechnikai Múzeum), Budapest, Kazinczy utca 21.[15][16][17]

### Tervben maradt épületek
- 1911: Református egyház bérháza, Debrecen (Gerstenberger Ágosttal, Kiss Lászlóval közösen)[18]
- 1911: Budai Tornaegylet korcsolyacsarnoka, Budapest (Kiss Lászlóval közösen)[18]
- 1928: Városháza, Mezőkövesd[19]
- 1929: Budapest székesfőváros szeretetotthon, Budapest (Gerstenberger Ágosttal közösen)[20]
- 1930: az Erzsébet sugárút Károly körúti torkolatának építészeti kialakítása, Budapest (Gerstenberger Ágosttal közösen)[21][22]

## Képtár

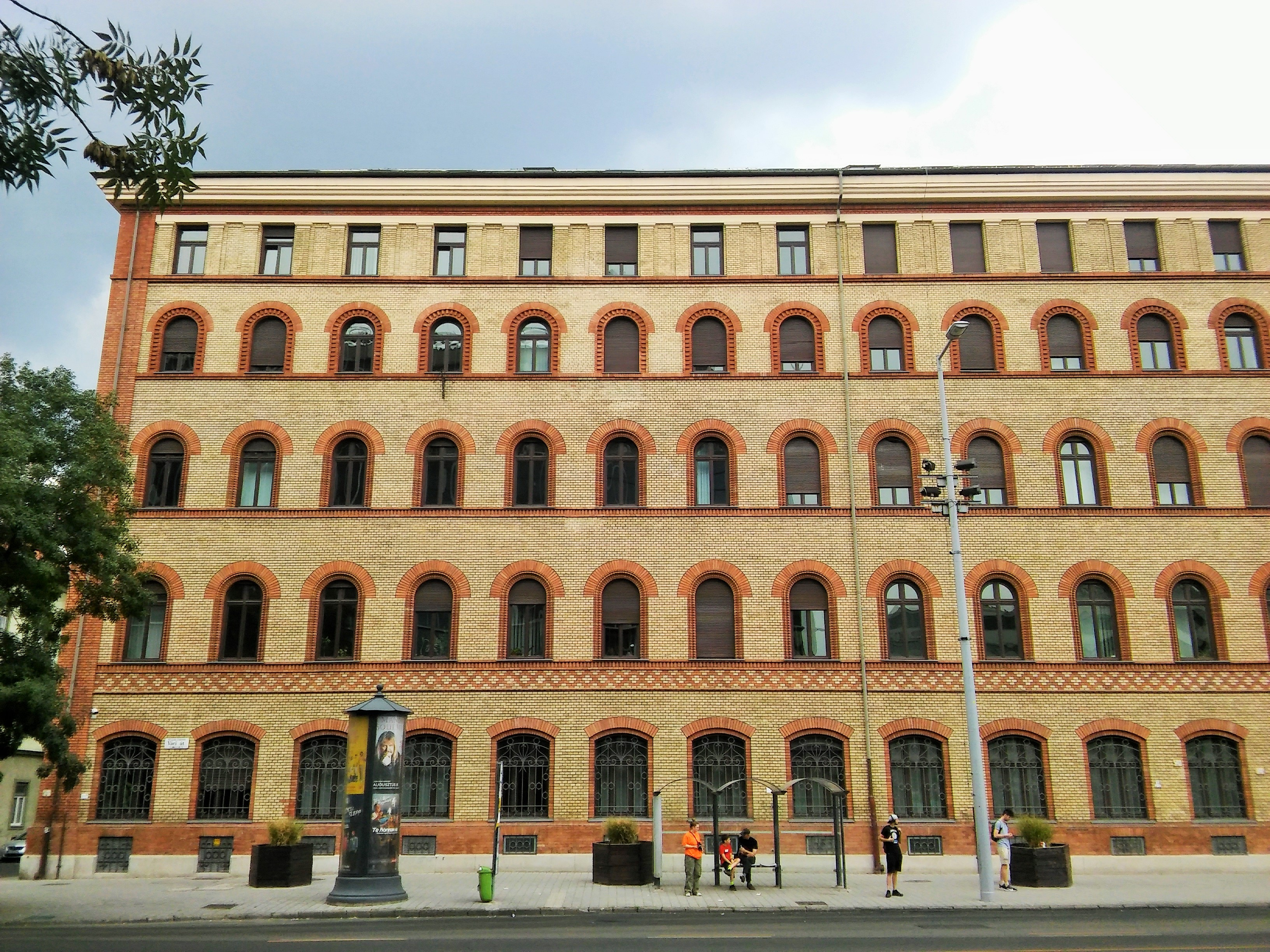
a Magyar Villamossági Rt. épülete, Budapest, Váci út 72.
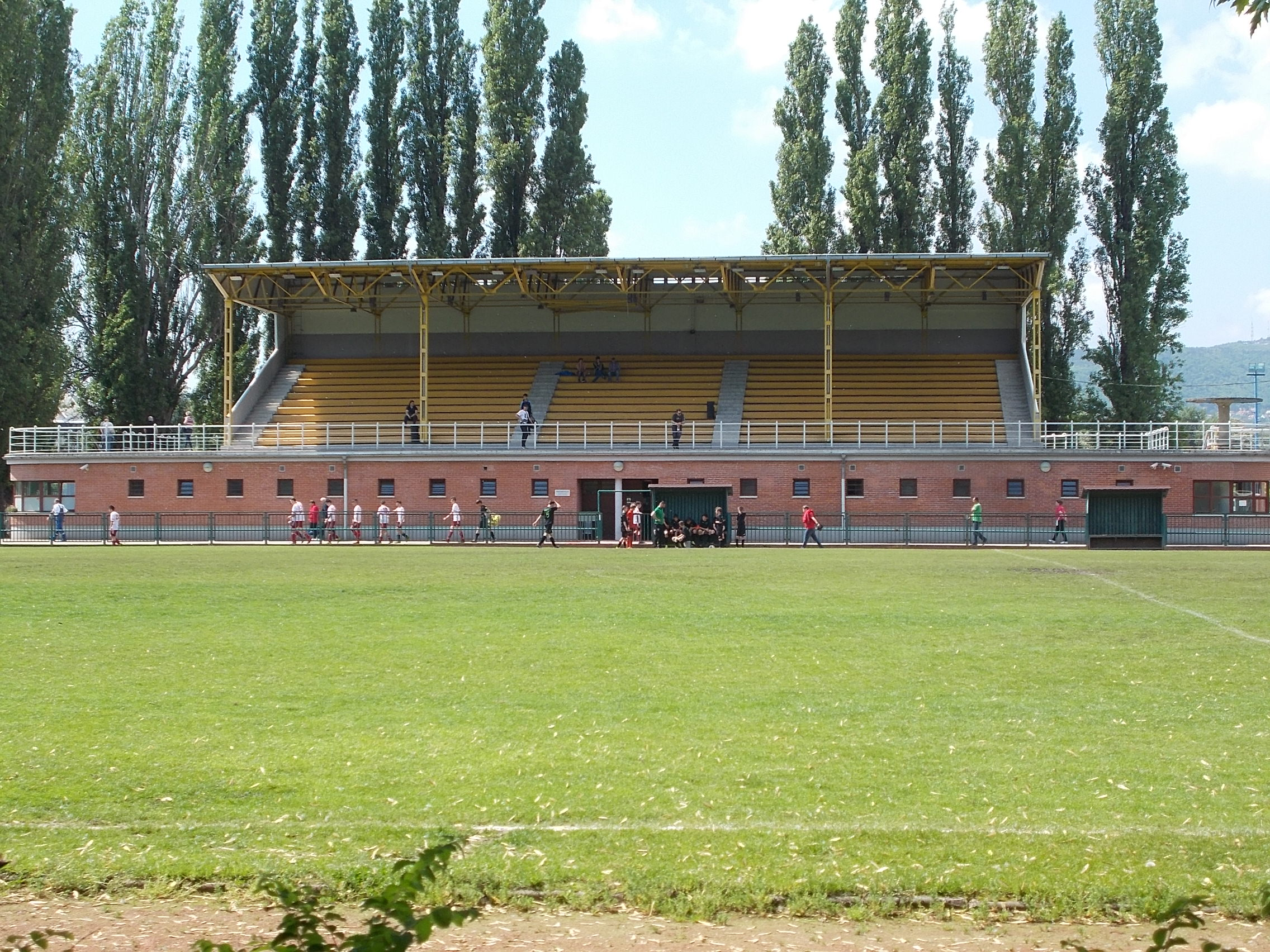
a Budapesti Elektromos Sportegyesület csónakháza és tribünje, Budapest, Népfürdő utca 18-20.
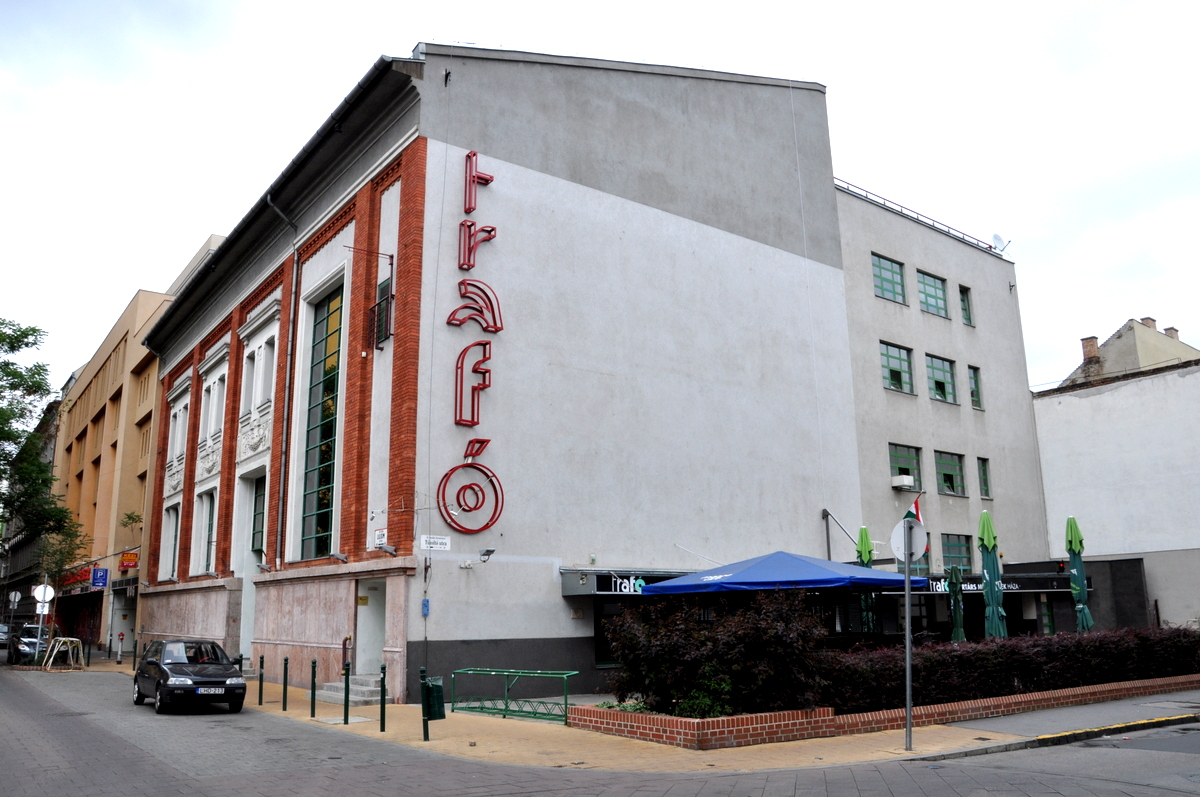
elektromos transzformátorház, Budapest, Liliom utca 41.
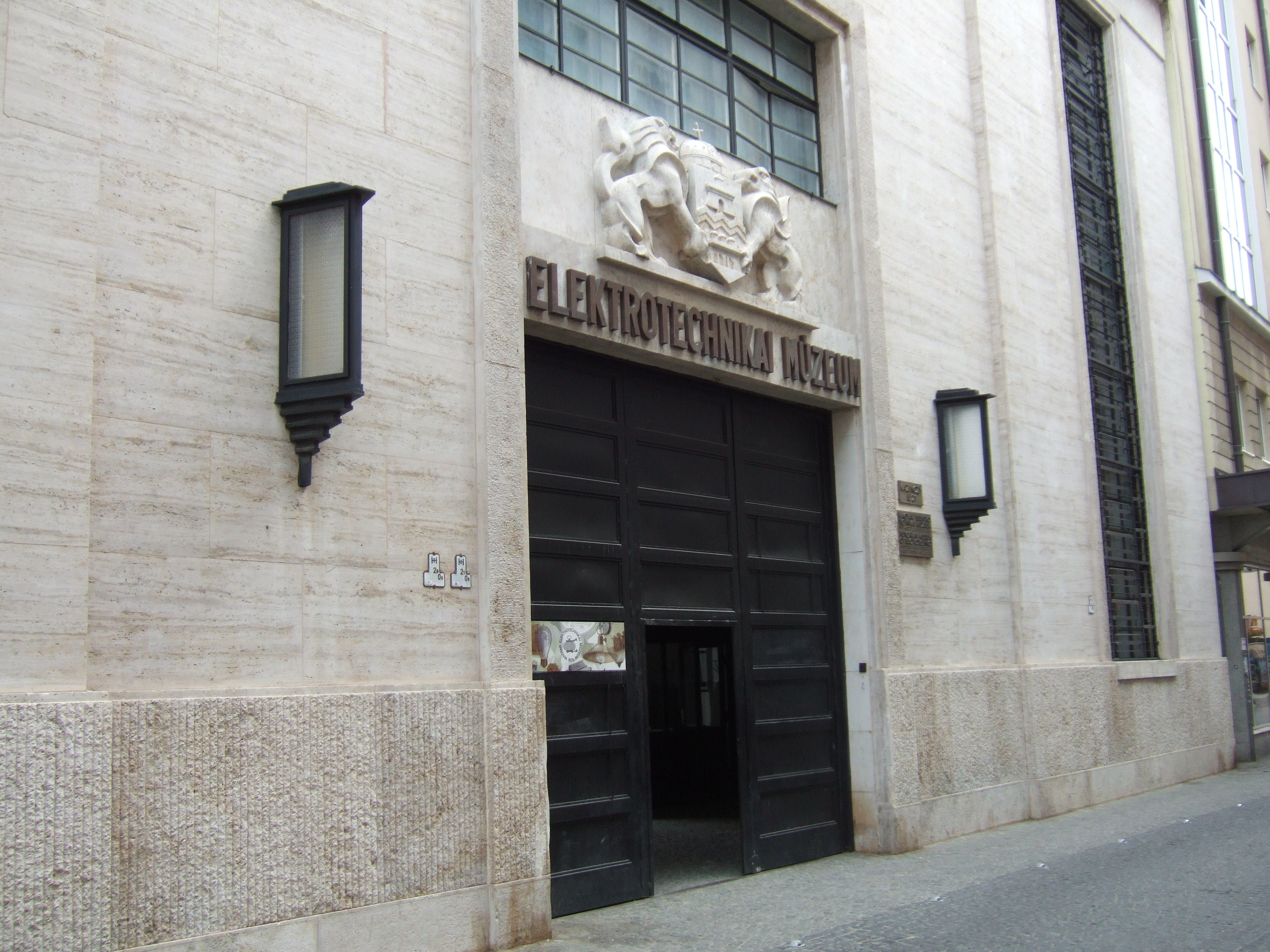
elektromos transzformátorház, Budapest, Kazinczy utca 21.